# Fuerzas Democráticas
La Agrupación Electoral de Fuerzas Democráticas fue el nombre que adoptó la candidatura al Senado que formaron el PSOE, el partido democristiano Izquierda Democrática y otras fuerzas de izquierda e independientes para las elecciones generales españolas de 1977 por la circunscripción de Santander.
Los tres candidatos presentados fueron Tomás González Quijano (PSOE), Benito Huerta (Izquierda Democrática) y Eduardo Obregón (católico antifranquista). Se da la circunstancia de que los dos últimos participarían en la fundación, en noviembre de 1978, del Partido Regionalista de Cantabria, si bien Huerta pasaría posteriormente al PSOE.
La victoria en Santander fue para la Unión de Centro Democrático, que se llevó tres senadores. El cuarto fue uno de los candidatos de Fuerzas Democráticas, Benito Huerta, que se integró en el grupo parlamentario Progresistas y Socialistas Independientes.